# Rivalutazione dei redditi
La rivalutazione dei redditi, in Italia, è prevista nei sistemi pensionistici senza patrimonio di previdenza che applicano uno schema pensionistico con formula delle rendite predefinita che contempla il metodo di calcolo retributivo.
Nel metodo di calcolo retributivo è previsto il calcolo del reddito pensionabile quale media dei redditi di un certo numero di anni.
Per attualizzare i redditi al momento del raggiungimento dei requisiti per conseguire la pensione di vecchiaia gli stessi vengono moltiplicati per il coefficiente di rivalutazione dei redditi che ha l'effetto di sterilizzare gli effetti dell'inflazione.